# Janina Bier
Janina Bier pseud. Marysia, Wanda (ur. 10 sierpnia 1912 w Kołomyi, zm. 17 czerwca 1944 w Warszawie) – działaczka komunistyczna, kierownik Wydziału Paszportowego KC PPR, sekretarz Łódzkiego Obwodu PPR.
W 1928 wstąpiła do KZMP w Lublinie, gdzie pracowała w „technice” okręgowej tej organizacji. W 1934, podczas studiów prawniczych we Lwowie, wstąpiła do KPZU. Następnie pracowała jako adwokat w Lublinie. W grudniu 1937 aresztowana i skazana za działalność komunistyczną na 8 lat więzienia. Karę odbywała na Zamku w Lublinie, a następnie w więzieniu w Fordonie, gdzie zastał ją wybuch wojny we wrześniu 1939. Wydostała się wówczas z więzienia, po czym udała się do Lwowa, skąd pod koniec 1941 przeniosła się do Warszawy wraz z mężem Stanisławem Januszewskim. Po nawiązaniu łączności z PPR pracowała w redakcji organu prasowego KC tej partii – „Trybuny Wolności”. Objęła kierownictwo Wydziału Paszportowego KC PPR, zajmując się wyrabianiem dokumentów dla działaczy PPR. Jesienią 1942 została skierowana do Lwowa, gdzie organizowała polskie i polsko-ukraińskie komórki PPR i GL. W kwietniu 1943 wróciła do Warszawy i została oddelegowana do Łodzi, gdzie została sekretarzem Obwodu PPR. Do stycznia 1944 pracowała w Dowództwie Głównym AL, organizowała żeńskie jednostki AL, opracowywała instrukcje i projekty. Na początku maja 1944 została aresztowana i po przeszło miesięcznym okrutnym śledztwie rozstrzelana przez hitlerowców w ruinach getta warszawskiego.